# Jupiter (banda)
Jupiter (ジュピター Jupitā?) es una banda de power metal visual kei japonesa, formada en 2013, por cuatro de los cinco miembros de Versailles.

## Historia

### 2013: Formación y primeros lanzamientos
Jupiter fue formado por los guitarristas Hizaki y Teru, el baterista Yuki y el bajista Masashi, meses después de la separación de Versailles a finales de 2012. La formación de la nueva banda fue anunciada mediante un tráiler en YouTube el 1 de abril, en el que además presentaron a Zin, quien sería el vocalista de la banda. Según Hizaki el nombre de la banda «está basado en la astrología y significa protección o buena suerte. También puede significar un espíritu hermoso».
El 21 de abril se presentaron por primera vez en el evento stylish wave EXTRA'13 junto a las bandas Mejibray, Lycaon, Moran; entre otras. El 26 de mayo se presentaron en el evento stylish wave GENERATION Vol.4 junto a las bandas Penicillin y Diaura, entre otras.
El 24 de julio  salió a la venta su primer sencillo «Blessing of the Future», alcanzó el 38.º lugar y se mantuvo por dos semanas en las listas de Oricon. El 28 de agosto fue lanzado su álbum debut Classical Element, alcanzó el 31.º lugar y se mantuvo en las listas por dos semanas.
El 26 de septiembre, en el Akasaka Blitz, se llevó a cabo el concierto one-man THE GENESIS, seguido de una serie de giras en Japón tituladas CLASSICAL ELEMENT. En diciembre participaron en 3 ediciones del evento stylish wave CIRCUIT '13 Winter Shogun y días después en el evento stylish wave COUNTDOWN '13-'14.

### 2014-2015: Primera gira por Europa y segundo álbum
En febrero, Jupiter viajó a Europa para realizar su primera gira en el extranjero, titulada 2014 「CLASSICAL ELEMENT」 -EUROPE-, que incluyó tres fechas, el día 5 en Polonia, el día 7 en Alemania y el día 8 en Francia. Originalmente la gira solo contaba con las fechas de Alemania y Francia, pero se decidió agregar una fecha para Polonia. El 12 de marzo fue lanzado su segundo sencillo «Last Moment», alcanzó el 37.º lugar en las listas de esa semana.

La mitología griega ejerce gran influencia en el concepto musical de la banda.

El 14 de agosto, Jupiter participó como invitado especial en el concierto de Femme Fatale, quienes se encontraban de gira en ese momento, Film Noir ~Yami ni ugomeku gen'ei~ (Film Noir～闇に蠢く幻影～?), llevado a cabo en el Tsutaya O-West. Más tarde, el 3 de septiembre, fue lanzado el sencillo «ARCADIA» mediante descarga digital para promocionar su gira nacional, TOUR -2014- “ARCADIA”, el sencillo estuvo disponible en formato físico de forma exclusiva para los asistentes a los conciertos de la gira. El 4 de octubre, Jupiter anunció en su página oficial que en la última fecha de su gira, el 26 de octubre, sería lanzado el sencillo «Kōri no Naka no Shōjo» (氷の中の少女?) mediante descarga digital y que estaría disponible en formato físico para los asistentes al concierto en el AiiA Theater Tokyo esa misma noche. El 31 de diciembre participaron en el evento stylish wave COUNTDOWN'14-'15 en el shinjuku ReNY junto a Nocturnal Bloodlust y Born, entre otras bandas.
En 2015, el 7 de enero, fue lanzado su segundo álbum THE HISTORY OF GENESIS acompañado de tres vídeos musicales, el álbum alcanzó el 32.º lugar y se mantuvo 2 semanas en las listas, el lanzamiento del álbum fue acompañado de la gira nacional Temple of Venus que incluyó ocho fechas. El 17 de abril, se anunció que en el último concierto de la gira, el 29 de abril en el shinjuku ReNY, sería lanzada la versión instrumental de su segundo álbum. El 17 de mayo participaron en uno de los conciertos simultáneos del festival KANSAI ROCK SUMMIT’15 en el que presentaron más de 50 artistas en siete escenarios diferentes de forma simultánea. En julio, Jupiter tuvo una pequeña gira nacional con la banda Far East Dizain titulada Rapsodia Concertante, que solo incluyó tres presentaciones.
El 26 de agosto fue lanzado su quinto sencillo «TOPAZ», alcanzó el 59.º lugar y se mantuvo en las listas por una semana. El 5 de septiembre comenzó la gira nacional Prevenient Grace, que incluyó 13 fechas en distintas locaciones, el concierto final de la gira se llevó a cabo el 17 de octubre en el shinjuku ReNY. El 7 de noviembre, Jupiter se presentó en el evento JAPAN LIVE 2015 junto a Dir en Grey, llevado a cabo en la Ciudad de México, siendo esta la primera vez que se presentan en América Latina. El 27 de diciembre fue lanzado su primer DVD en vivo, Prevenient Grace, que contiene imágenes de la gira del mismo nombre y de su presentación en México.

### 2016-presente
En 2016, el 16 febrero, Jupiter comenzó la gira nacional CREATED EQUAL que incluyó seis fechas, el concierto final se realizó el 17 de abril en Nagoya. El 14 de marzo lanzó el DVD memorial Ange Gardien que incluye imágenes de la gira Prevenient Grace y un CD con una selección de canciones de la banda. El 29 de abril se realizó el concierto especial ～CREATED EQUAL～ Tour Final “BLESSING OF THE FUTURE” para despedir a Masashi y a Yuki, quienes habían decidido abandonar la banda con intención de ampliar sus habilidades musicales siguiendo nuevos proyectos, según un comunicado publicado el 19 de noviembre en su página oficial. El 24 de julio fue lanzado el sencillo memorial «Scenario», seguido tres días después por el DVD BLESSING OF THE FUTURE, que documenta su último concierto con Masashi y Yuki el 29 de abril.
El 28 de octubre se llevó a cabo el evento Grace Metal Halloween Event, organizado por Hizaki, en el que participaron Jupiter, Cross Vein, y una actuación especial de Hizaki Grace Project; con todos los miembros de Versailles.
El 12 de diciembre se anunció la gira Latin America Tour 2017 que se realizará en abril de 2017 y en la que visitarán México, Chile, Argentina y Brasil. El 29 de diciembre Jupiter llevó a cabo el concierto IGNITED DICE en el que presentaron su séptimo sencillo «The spirit within me» y realizaron una sesión de autógrafos. Esa misma noche anunciaron la gira UNDER THE BURNING SUN que se realizará en mayo, en Japón, después de la gira por América Latina.

## Miembros
- Hizaki: guitarra (2013-presente)
- Teru: guitarra (2013-presente)
- Kuze: voz (2018-presente)
- Daisuke: batería (2017-presente)

### Miembros anteriores
- Masashi: bajo (2013-2016)
- Yuki: batería (2013-2016)
- Zin: voz (2013-2018)
- Rucy: bajo (2017-2019)

## Giras
- Jupiter TOUR 2014「CLASSICAL ELEMENT」-EUROPE-
- Jupiter Latin America Tour 2017

## Discografía

### Álbumes
- 2013: CLASSICAL ELEMENT
- 2015: THE HISTORY OF GENESIS
- 2019: Zeus ~Legends Never Die~

### EP
- 2017: TEARS OF THE SUN

### Sencillos
- 2013: «Blessing of the Future»
- 2014: «LAST MOMENT»
- 2014: «ARCADIA»
- 2014: «Kōri no naka no shōjo»
- 2015: «TOPAZ»
- 2016: «Scenario»
- 2017: «The spirit within me»
- 2018: «Theory of Evolution»

### Álbumes en vídeo
- 2015: Prevenient Grace
- 2016: ANGE GARDIEN
- 2016: BLESSING OF THE FUTURE
- 2018: Wind of Evolution